# Woldemar Schneider
Woldemar Schneider (* 26. August 1919 in Greiz, Thüringen; † 22. März 2010 in Freiburg im Breisgau) war ein deutscher pharmazeutischer Chemiker und Hochschullehrer.

## Leben
Der aus Greiz in Thüringen stammende Woldemar Schneider wandte sich nach dem Abitur einem Studium der Pharmazie, Chemie sowie Lebensmittelchemie an den Universitäten Marburg und Jena zu. 1946 erwarb er die Approbation als Apotheker, 1948 erfolgte in Jena die Promotion zum  Dr. rer. nat.
Schneider bekleidete seit 1947 eine Stelle als Wissenschaftlicher Assistent am Pharmazeutischen Institut der Universität Jena, später wechselte er in gleicher Funktion an das Pharmazeutische Institut der Universität Freiburg, dort habilitierte er sich 1954 für die Fächer Pharmazeutische Chemie und Lebensmittelchemie. Nach darauffolgenden Auslandsaufenthalten, welche ihn an das Birkbeck College an der University of London sowie an das University Chemical Laboratory der University of Cambridge führten, wurde er 1957 an die TH Karlsruhe umhabilitiert, dort erhielt er eine Diätendozentur für das Fach Pharmazie sowie das Carl Mannich-Forschungsstipendium der Deutschen Pharmazeutischen Gesellschaft, 1960 wurde er zum außerplanmäßigen Professor ernannt. 1967 erhielt er in der Nachfolge des verstorbenen Kurt Walter Merz der Lehrstuhl für Pharmazeutische Chemie am Pharmazeutischen Institut der Universität Freiburg übertragen, 1987 wurde er emeritiert.
In seiner Forschungstätigkeit widmete er sich insbesondere der Chemie von Alkaloiden des Rittersporns und der Tollkirsche. Darüber hinaus veranlasste ihn sein therapeutisches Interesse zu umfangreichen systematischen Studien über Chinolin-, Isochinolin-, Tropan- und Indolalkaloide, aus denen Strukturwirkungsbeziehungsuntersuchungen an Morphinantagonisten und Malariatherapeutika resultierten.
Woldemar Schneider war mit Franziska geborene Kloeke verheiratet. Dieser Verbindung entstammten zwei Kinder.

## Schriften (Auswahl)
- Ueber das Delphinin, Mathematisch-naturwissenschaftliche Dissertation vom 15. April 1948, Jena 1948.
- Die Strukturen des Aconitins und Delphinins. Aconitum-Alkaloide VII. Mitt., in: Archiv der Pharmazie 289, 1956, S. 703–704.
- Die Struktur des Diterpenalkaloids Delphinin 12. Mittlg.: Aconitum-Alkaloide, in: Archiv der Pharmazie 293, 1960, S. 577–585.
- mit H. Götz: Synthesen in der 3-Aza-bicyclo-[3,3,1]-nonan-Reihe, in: Archiv der Pharmazie 294, 1961, S. 506–518.
- mit R. Menzel: Beiträge zur Chemie heterocyclischer Verbindungen II. Dekahydro-pyrrolo [2, 1-a]isochinoline, in: Archiv der Pharmazie 295, 1962, S. 911–920.
- zusammen mit H. J. Dechow: Mannichbasen des 2-Aza-bicyclo[2,2,2]octans, in: Archiv der Pharmazie 299, 1966, S. 279–282.
- zusammen mit R. Dillmann, H. J. Dechow: Reaktionen der Imoniumsalze vom 2-Aza-bicyclo[2,2,2]octan-Typ. Bicyclische Imonium-Verbindungen III, in: Archiv der Pharmazie 299, 1966, S. 397–403.
- mit Bernd Lang, Friedrich Schumann: Beiträge zur Tropanchemie, 2. Mitt.: Nortropan-3β-essigsäure, Tropachinuclidin und Dehydrotropachinuclidin, in: Archiv der Pharmazie 309, 1976, S. 447–457.